# Austin Murphy

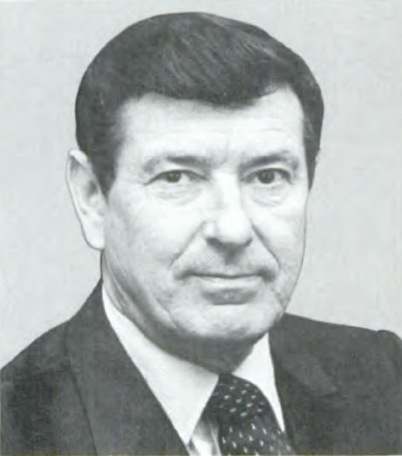
Austin Murphy (1990)

Austin John Murphy (* 17. Juni 1927 in North Charleroi, Washington County, Pennsylvania; † 13. April 2024) war ein US-amerikanischer Politiker. Zwischen 1977 und 1995 vertrat er den Bundesstaat Pennsylvania im US-Repräsentantenhaus.

## Werdegang
Austin Murphy besuchte die öffentlichen Schulen in New London (Connecticut) und danach bis 1944 die Charleroi High School. Während der Endphase des Zweiten Weltkrieges diente er in den Jahren 1944 bis 1946 im United States Marine Corps. Danach studierte er bis 1949 an der Duquesne University in Pittsburgh. Nach einem anschließenden Jurastudium an der University of Pittsburgh und seiner 1953 erfolgten Zulassung als Rechtsanwalt begann er in Washington (Pennsylvania) in diesem Beruf zu arbeiten. In den Jahren 1956 und 1957 war er stellvertretender Bezirksstaatsanwalt im dortigen Washington County. Gleichzeitig schlug er als Mitglied der Demokratischen Partei eine politische Laufbahn ein. Zwischen 1959 und 1971 war er Abgeordneter im Repräsentantenhaus von Pennsylvania; von 1971 bis 1977 gehörte er dem Staatssenat an. In den Jahren 1984 und 1988 nahm er als Delegierter an den jeweiligen Democratic National Conventions teil.
Bei den Kongresswahlen des Jahres 1976 wurde Murphy im 22. Wahlbezirk von Pennsylvania in das US-Repräsentantenhaus in Washington, D.C. gewählt, wo er am 3. Januar 1977 sein neues Mandat antrat. Nach acht Wiederwahlen konnte er bis zum 3. Januar 1995 neun Legislaturperioden im Kongress absolvieren. Seit 1993 vertrat er dort den 20. Distrikt seines Staates.
Seit 1990 geriet Austin Murphy in negative Schlagzeilen. Er wurde von einem Gegenkandidaten eines Doppellebens bezichtigt, wogegen er sich aber verwahrte. Später wurde er von der Kongressverwaltung wegen Wahlbetrugs und Missbrauchs von Geldern abgemahnt. Das führte zu seinem Entschluss, im Jahr 1994 nicht mehr zu kandidieren. Im Mai 1999 wurde er wegen Betrugs und Verschwörung angeklagt. Dabei ging es unter anderem um Betrug bei Briefwahlen. Schließlich wurden die meisten Anklagepunkte fallen gelassen. Es blieb nur eine Anklage wegen Briefwahlfälschung übrig; für diese wurde er zu sechs Monaten Gefängnis auf Bewährung und 50 Stunden gemeinnütziger Arbeit verurteilt.